# Automne en Normandie
Automne en Normandie est un festival pluridisciplinaire de théâtre, musique et danse se déroulant chaque année à l’automne sur l’ensemble du territoire de la région Haute-Normandie. D’une durée d’un mois, il est considéré par le magazine La Scène comme l’un des dix plus grands festivals de la discipline en France.
Le festival est organisé par l’établissement public de coopération culturelle Arts 276, et financé par les départements de Seine-Maritime et de l’Eure et par la région Haute-Normandie.
La neuvième et dernière édition du festival Automne en Normandie s'est déroulée du 12 novembre 2014 au 9 décembre 2014.

## Éditions

### Édition 2010
L’édition 2010 s’est déroulée du 19 octobre au 23 novembre, débutant avec le spectacle Sutra du chorégraphe Sidi Larbi Cherkaoui et s’achevant avec les Sonnets de Shakespeare mis en scène par Bob Wilson et mis en musique par Rufus Wainwright.

### Édition 2014
L'édition 2014 s'est déroulée du 12 novembre au 9 décembre. Débutant avec une version androïde de La Métamorphose, de Franz Kafka, mise en scène par Hirata Oriza et s'achevant par l'adaptation théâtrale du roman de Michel Houellebecq, Les Particules élémentaires, la programmation de cette édition a comporté 42 spectacles et aura réuni plus de 25 000 spectateurs avec un taux de fréquentation de 90%.